# Microthrissa whiteheadi
Microthrissa whiteheadi är en fiskart som beskrevs av Gourène och Teugels, 1988. Microthrissa whiteheadi ingår i släktet Microthrissa och familjen sillfiskar. IUCN kategoriserar arten globalt som livskraftig. Inga underarter finns listade i Catalogue of Life.